# Maretha van Wyk
Maretha van Wyk, née en 1985, est une nageuse sud-africaine.

## Carrière
Maretha van Wyk remporte la médaille d'or du 200 mètres nage libre aux Championnats d'Afrique de natation 2002 au Caire.